# Takeru Muraoka
Takeru Muraoka (jap. 村岡 健, Muraoka Takeru; * 12. Januar 1941) ist ein japanischer Musiker (Tenorsaxophon) des Modern Jazz.

## Leben und Wirken
Takeru Muraoka arbeitete ab Mitte der 1960er-Jahre mit Hideo Shiraki (mit dem er 1965 bei den Berliner Jazztagen gastierte), Shungo Sawada und Terumasa Hino; er gehörte auch dem Kikuchi-Hino Quintet an. 1970 spielte er für Philips das selbstbetitelte Debütalbum Takeru ein, an dem Masabumi Kikuchi, Yoshio Ikeda und George Otsuka mitwirkten; 1971 folgte das Livealbum Right and Tie (mit Takao Uematsu, Hiromasa Suzuki, Yoshio Chin Suzuki, Motohiko Hino), 1978 das Fusion-orientierte Studioalbum Soft Landing. In den 1970er-Jahren arbeitete er u. a. mit Akira Ishikawa, Jun Fukamachi, Hiromasa Colgen Suzuki, Masako Miyazaki, im folgenden Jahrzehnt mit Keiko Saijō. George Kawaguchi und der Sängerin Yasuko Agawa. 1985 legte er das Album Stardust: Takeru Muraoka Plays Standards (Columbia/SONY) vor, mit Jazzklassikern wie „After You’ve Gone“, „On the Sunny Side of the Street“, „Smoke Gets in Your Eyes“ und „I Can’t Get Started“.  Im Bereich des Jazz war er zwischen 1965 und 1992 an 35 Aufnahmesessions beteiligt.